# Ribeirapaleis

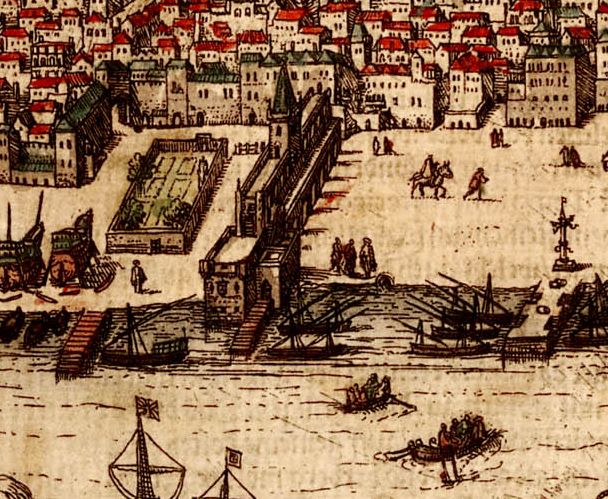
Het Ribeira-paleis - hier op een tekening uit de zestiende eeuw - stond loodrecht op de Taag, ter linker zijde was een kleine scheepswerf (Ribeira das Naus), ter rechterzijde van het Paleis het paleisplein met daarvoor een haven

Het Ribeirapaleis was meer dan twee honderd jaar het koninklijk paleis van de Portugese koninklijke familie tot het instortte na de aardbeving in Lissabon van 1755. Het plein voor het paleis is tegenwoordig het belangrijkste plein van Lissabon: het Praça do Comércio.

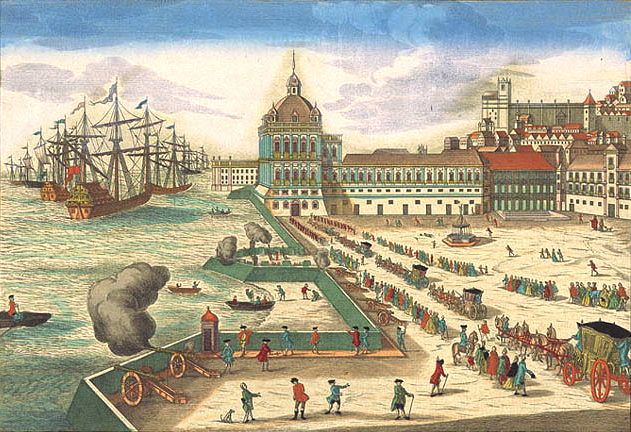
Een impressie van plein en paleis uit de achttiende eeuw

De bouw van het paleis werd geïnitieerd door koning Emanuel I, die het - nu Lissabon onder invloed van de ontdekkingsreizen steeds belangrijker werd - nuttig vond om zich in de hoofdstad te vestigen. De naam Ribeira was ontleend - letterlijk - aan de rivier, de Taag, aan wier oevers het paleis werd gebouwd. Het paleis kwam gereed in 1511. Het paleis was vermoedelijk gebouwd in de Manuelstijl en was aan de voorzijde voorzien van een lange galerij in renaissancestijl. Het paleis had ook een tuin, waarin groenten en fruit werden verbouwd en waar - soms exotische - dieren werden gehouden. Bekend is dat de olifant Hanno hier enige tijd verbleven heeft alvorens door koning Emanuel I te worden geschonken aan paus Leo X.
Toen Filips II in 1580 Portugal had geannexeerd, liet hij een nieuwe grote toren bouwen aan de rivierzijde van het paleis. Deze toren was ontworpen door de Bolognese architect Filippo Terzi. Latere uitbreidingen van het paleis zouden plaatsvinden onder koning Johan V. Het paleis kreeg nu een barok voorkomen, dat nog vergroot werd toen koning Jozef I een operahuis aan het paleis liet bouwen. Lang kon van deze nieuwe aanbouw niet genoten worden, want al spoedig na de opening van de opera, werd het hele complex door de aardbeving verwoest. Na de aardbeving besloot de koninklijke familie de Taag te verlaten en zich afwisselend te vestigen in Ajuda en Santa Maria de Belém.